# Ржана планина
Ржана планина е планина в северния клон на Мургашкия дял на Западна Стара планина, област Враца и Софийска област, между Искърския пролом и Ботевградската котловина. По източното ѝ подножие преминава условната граница между Западния Предбалкан и Западна Стара планина

## Географско положение, граници, големина
Ржана планина има овална форма с диаметър около 15 – 16 км. На север Искърският пролом я отделя от Врачанска планина, а на запад и югозапад долината на река Габровница (десен приток на Искър) – от Голема планина. На изток долината на Малката река (десен приток на Искър) и седловина висока 567 м я отделя и същевеременно свързва с планинския рид Гола глава на Предбалкана. На югоизток склоновете ѝ плавно се понижват към Ботевградската котловина.
Билото е широко и заравнено с надморска височина 1200 – 1400 м, над което стърчат отделни заоблени върхове. Най-висока точка е връх Козница (1636,3 м), разположен в южната ѝ част, на около 2 км северно от село Осеновлаг.

### Върхове
| Име              | Кота (м) |
| ---------------- | -------- |
| Козница          | 1636,3   |
| Щадимо           | 1549     |
| Голямата могила  | 1546,2   |
| Манчовска могила | 1391     |
| Брезовишка чукла | 1377,9   |
| Кота             | 1292     |
| Кота             | 1248     |

## Геоложки строеж
Планината е моделирана върху източната част на Берковската антиклинала и е изградена предимно от гранити. Кристалинни палеозойски скали заемат ограничени площи по южните ѝ склонове.

## Климат и води
Климатът е умерено-континентален със сравнително студена зима и прохладно лято. От планината водят началото си реките Ръжанска река, Габровница, Боговица, Рударска река, Джерньовица, Габреница.

## Почви
Почвите са кафяви и сиви горски.

## Флора
Билото е обрасло с храсти, боровинки, смрика и тревна растителност с богат състав. Склоновете ѝ са покрити с плътни гори от бук, а в ниските планински пояси преобладава габърът. Ограничено разпространение имат и дъбовите гори. Подножията са заети от обработваеми земи.

## Фауна
Предмет на опазване са следните представители на фауната в Ржана планина, попадащи на територията на защитена зона BG0001042 „Искърски пролом – Ржана“:
Бозайници – малък подковонос (Rhinolophus hipposideros); видра (Lutra lutra); голям нощник (Myotis myotis); голям подковонос (Rhinolophus ferrumequinum); дългокрил прилеп (Miniopterus schreibersi); дългопръст нощник (Myotis capaccinii); дългоух нощник (Myotis bechsteini); европейски вълк (Canis lupus); остроух нощник (Myotis blythii); подковонос на Мехели (Rhinolophus mehelyi); пъстър пор (Vormela peregusna); средиземноморски подковонос (Rhinolophus blasii); трицветен нощник (Myotis emarginatus); широкоух прилеп (Barbastella barbastellus); южен подковонос (Rhinolophus euryale).
Земноводни и влечуги – жълтокоремна бумка (Bombina variegata); обикновена блатна костенурка (Emys orbicularis); шипоопашата костенурка (Testudo hermanni); южен гребенест тритон (Triturus karelinii).
Риби – черна (балканска) мряна (Barbus meridionalis); обикновен щипок (Cobitis taenia); европейска горчивка (Rhodeus sericeus amarus); балкански щипок (Sabanejewia aurata).
Безгръбначни – ручеен рак (Austropotamobius torrentium); бисерна мида (Unio crassus); калиморфа (Callimorpha quadripunctaria); Gortyna borelii lunata; лицена (Lycaena dispar); обикновен сечко (Cerambyx cerdo); бръмбар рогач (Lucanus cervus); буков сечко (Morimus funereus); алпийска розалиа (Rosalia alpina); Pilemia tigrina.

## Защитени територии
На територията на Ржана планина попада част от защитена зона „Искърски пролом – Ржана“. Тя е обявена с цел опазване на природните местообитания и на дивата флора и фауна по Директивата за местообитанията. Създадена е на 2 март 2007 г. с обща площ 22 693,26 хектара.

## Населени места
Във вътрешността на планината са разположени селата Еленов дол, Игнатица, Краево, Радотина и Рашково, а по периферията ѝ: Зверино, Злидол, Лютиброд, Оселна и Ребърково (по долината на река Искър); Габровница и Осеновлаг (по долината на река Габровница); Лютидол (по долината на Малката река) и Новачене и Гурково (на югоизток към Ботевградската котловина.

## Туризъм
В северното подножие на Ржана планина, на десния бряг на Искърски пролом е сгушен Черепишки манастир, а в югозападното ѝ подножие, в долината на река Габровница – манастирът „Седемте престола“ („Света Богородица“).

## Пътища
През планината и по нейните подножия преминават участъци от три пътя от Държавната пътна мрежа.
- По източното ѝ подножие, от Ребърково до Новачене, на протежение от 19,1 км – участък от първокласен Републикански път I-1, Видин – София – ГКПП „Кулата“.
- По северното ѝ подножие, по долината на река Искър, от Ребърково до Черепишкия манастир, на протежение от 7,5 км – участък от второкласен Републикански път II-16 Ребърково – Своге – София.
- През източната ѝ част, от Ребърково до Литаково, на протежение от 25,2 км – участък от третокласен Републикански път III-161 Ребърково – Литаково – Ботевград.

## Топографска карта
- Лист от карта K-34-35. Мащаб: 1 : 100 000.
- Лист от карта K-34-36. Мащаб: 1 : 100 000.
- Лист от карта K-34-47. Мащаб: 1 : 100 000.
- Лист от карта K-34-48. Мащаб: 1 : 100 000.